# Mesalazine
Mesalazine (INN, BAN) hay mesalamine (USAN), 5-aminosalicylic acid, 5-ASA được coi là phần có hoạt tính của sulfasalazine) là một dược phẩm kháng viêm được dùng để điều trị bệnh viêm ruột.

## Dược tính
Có tác dụng về dược lý in vitro và in vitro ức chế tại chỗ hóa ứng động bạch cầu dẫn đến giảm tạo thành các chất chuyển hóa của acid arachidonic (gồm prostanoid, leukotriene B4, hydroxyeicosatetraenoic acid và cytokine) và loại bỏ các gốc tự do ở các mô bị viêm trong đại tràng, từ đó chống viêm đại tràng. Cơ chế tác dụng của mesalazine chưa được xác định. 
Đ

### Điều trịviêm ruột
Có hoạt tính với viêm ruột kết tràng loét mạn tính hoạt động và dung nạp tốt hơn sulfasalazine vì chất sulfasalazine có nhiều tác dụng phụ mà chủ yếu là do phần sulffonamide gây ra. Nhưng với những bệnh nhân dung nạp tốt sulfasalazine thì các thuốc mới không có ưu điểm gì hơn.
- Cyclooxygenase, enzyme xúc tác cho oxy hóa chất béo chưa bão hòa acid arachidonic thành các prostanoid (gồm prostaglandin E2).
- Lipoxygenase, enzyme xúc tác cho sự oxy hóa chất béo chưa bão hòa acid arachidonic thành các leukotriene B4 và hydroxyeicosatetraenoic acid.